# Maderspach Viola
Maderspach Viola, Kovács Zoltánné (Alsóbarbatyeniszkrony, 1920. március 26. – 2004) romániai magyar művészettörténész, muzeológus.

## Életútja
Középiskolát a budapesti Corvin Mátyás Reálgimnáziumban végezte, a Képzőművészeti Főiskolán Aba-Novák Vilmos tanítványa volt. 1951 és 1961 között a Nagybányai Tartományi Múzeum igazgatója volt, majd ugyanott muzeográfus. Megalapította a művészeti osztályt, ahol bemutatta a máramarosi népművészetet és megrendezte a nagybányai festők évi kiállításait (1960–64), mintegy megalapította a Nagybányai Képtárat. A Studii și Cercetări de Istorie Veche hasábjain megjelent tanulmányaiban avasi falvak őskőkorszakbeli leleteivel és a nagybányai nemesércek középkori kitermelésével foglalkozott (1960–65), az Utunkban a máramarosi népművészet és a műemlékek restaurálásának és konzerválásának módját a városrendezés keretében, a Bányavidéki Fáklya munkatársaként pedig a nagybányai festőiskola történetét és a díszítőművészetek szerepét dolgozta fel.
A budapesti Művészet Ziffer Sándorról írt megemlékezését közölte 1963-ban. Számos képzőművészről írt kritikai méltatást, köztük Klein József, Pászk Jenő, Balogh Péter, Benczédi Sándor, Erdős Imre Pál, Bagossy Sándor). Tanulmánya a nagybányai festőiskoláról megjelent eszperantóul is Stockholmban.
A Szakszervezetek Művelődési Házában Nagybányán rendszeresen tartott művészettörténeti és művészetesztétikai előadásokat.
Könyvillusztrálással is foglalkozott.